# 沙角街
沙角街（英語：Sha Kok Street）連接崗背街及大涌橋路，位於香港新界沙田區沙田圍，為沙田區東部道路之一。
目前只有九龍巴士89B線往觀塘方向途經整段沙角街，乙明邨街之間一段北行只有九龍巴士288線、九龍巴士288A線及九龍巴士N283線途經。該街道曾有違例泊車的情況。此外，也曾發生過因行人過路處設計不合理而導致行人選擇橫穿馬路的情況。